# María Antonia Velasco Bernal
María Antonia Velasco Bernal (Siguenza, 1942) es una escritora y periodista española, especializada en periodismo de opinión, novela, relato y cuento.
Ha publicado numerosos textos y obtenido diferentes premios y reconocimientos, entre ellos, en 1982, el premio de novela Camilo José Cela por El eterno día de Siguenza.

## Biografía
Nació en Sigüenza (provincia de Guadalajara) en 1942 y estudió Medicina y Filosofía Pura en la Universidad Complutense de Madrid. Estuvo casada en segundas nupcias con el también escritor Francisco García Marquina y tiene tres hijos de un matrimonio anterior con Fernando Domínguez García de Paredes.

## Trayectoria

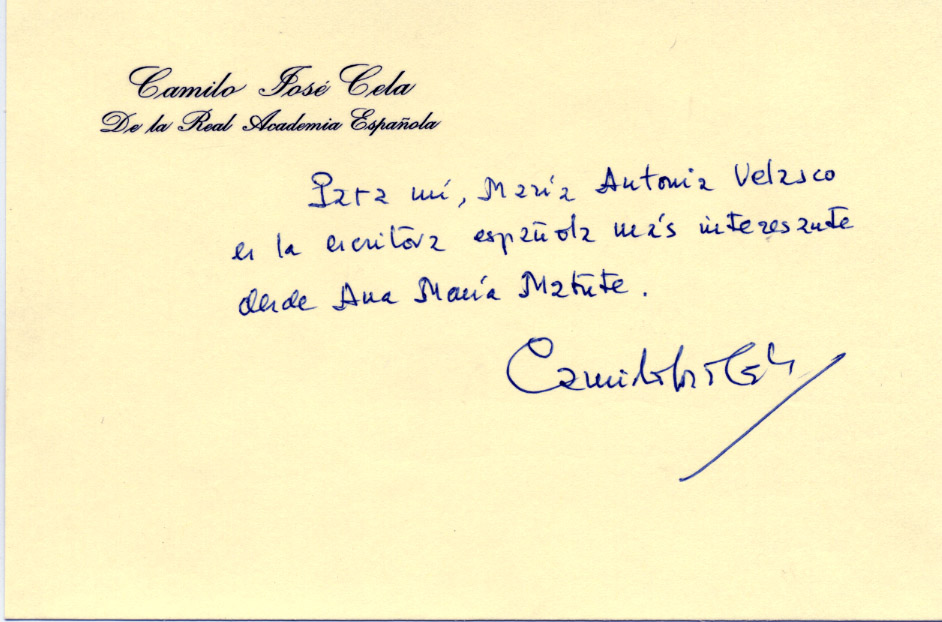
Opinión del Premio Nobel Camilo José Cela sobre María Antonia Velasco

Simultaneó la novela con el periodismo, siendo columnista diaria en el periódico Diario 16 entre 1993 y 1996. Ejerció el periodismo de opinión en medios de comunicación como Hoy, El Heraldo de Aragón, Faro de Vigo, Diario de Navarra, El Correo de Andalucía y El Figaro Magazine, entre otros.
Fue colaboradora de la revista literaria El Extramundi y Los papeles de Iria Flavia. Colaboró en el libro Bosque de Bosques de Joaquín Araujo y en el El Quijote entre todos. Fue promotora y directora de la obra literaria Paseo por Sigüenza premiada por el Colegio de Arquitectos de Castilla-La Mancha y del libro Pintores en Siguenza.

## Obras

### Cuentos y relatos
- Relatos en Primera Persona, Enjambre, Guadalajara 1982, ISBN 84-300-6428-1.
- Necrológicas, Caja León, León 1988, ISBN 84-505-7989-9.[4]
- Yegua de la Noche, Torremanrique editores, Madrid 1989, ISBN 84-86477-18-2.
- Mis perros y otras personas, Madrid, Óptima, 1998, ISBN 84-93-01333-1.
- El regalo, Madrid, Gatoverde, 2004, ISBN 84-932760-2-2.
- Parque temático, Barcelona, Editores del Desastre S.L., 2016, ISBN 978-84-16627-63-9

### Novela
- El eterno día de Sigüenza, Fundación Marqués de Santillana, Guadalajara 1984, ISBN 84-505-0598-4.
- El gato entre papiros, Plaza Janés, Barcelona 1991, ISBN 84-01-80075-7[5]
- Ella y Ninguna, Castalia, Madrid 2002, ISBN 84-9740-020-8.[6]
- Pobres pobres, con Pablo del Palacio, ed. Carena, Barcelona 2012, ISBN 978-84-15471-48-6.

### Artículos
- La Libélula Lila, Grupo libro 88, Madrid 1994, ISBN 84-7906-073-5.

### Historia
- El Viaje Prodigioso, con Manuel Leguineche, Alfaguara / Santillana, Madrid, 1995, ISBN 84-204-2863-9[7][8][9][10]
- Yebra, una larga historia, en colaboración con Francisco García Marquina, Optima Madrid 1998, ISBN 84-605-7828-3.

### Poesía
- La cabeza y un zapato, Alacena Roja, 2017, ISBN 978-84-942441-6-2.

## Premios recibidos
- Premio Andrés Prado 1982 de novela, por «Anamnesis».
- Premio Camilo José Cela de novela, por «El eterno día de Sigüenza».[3][11]
- Premio para relatos Emilio Hurtado, 1987, por «Necrológicas'»'.[12]
- Premio Tiflos de novel en 1988 de la ONCE a libros de cuentos, por Yegua de la noche.[12]
- Premio Hucha de Plata 1988 de cuentos, por "Los juegos del tiempo".[13]
- Premio Doctor Thebussem 1994 de literatura epistolar por "Cartas de Darién".[14]
- Premio Tiflos 2001 de la ONCE de novela, por Ella y ninguna.[6]
- Premio Blas de Otero 2016 de poesía, por La cabeza y un zapato